# جرذ كنغري منظاري
جرذ كنغري منظاري (الاسم العلمي: Dipodomys spectabilis) (بالإنجليزية: Banner-tailed Kangaroo Rat)‏ هو نوع من الحيوانات يتبع جنس الجرذ الكنغري من فصيلة الفئران المتغايرة.